# 黎明の瞳
黎明の瞳（れいめいのひとみ、朝鮮語: ヨミョンエ ヌントンジャ、ハングル: 黎明의 눈동자 / 여명의 눈동자）は、韓国の小説家金聖鍾による小説作品、および同作品を原作とするテレビドラマ。

## 概要
1975年10月より日刊スポーツにて連載が開始され、1981年南島より全10巻の単行本が出版された。チョン・ジヌが、自らが代表を務めていた宇進フィルムにて映画化を計画し3月に撮影を開始したが、翌4月に国家安全企画部に拘束された。釈放時にチョンは製作中止に関する念書を書き、映画化の計画は中止された。1991年にテレビドラマ化されている。
第二次世界大戦末期から朝鮮戦争期の日本・中国・朝鮮を舞台に、3人の男女が戦争に翻弄される姿を描いている。

## 登場人物
| 役名             | 作品中の設定等 |
| ユン・ヨオク     | 主人公。漢字表記は尹麗玉。ユン・ホンチョルの娘で従軍慰安婦。                                                                         |
| チェ・デチ       | 学徒動員兵。漢字表記は崔大治でサカイという日本名を持つ。鍛冶屋の息子で北京大学留学中に徴集された。慰安所でヨオクと出会い恋仲となる。 |
| チャン・ハリム   | 東京帝国大学医学部の学生。漢字表記は張河林でハリモトナツオという日本名を持つ。学徒動員で戦場に赴きヨオクやデチと知り合う。           |
| ユン・ホンチョル | ヨオクの父親で独立運動家。漢字表記は尹洪喆。                                                                                         |
| ポンスン         | 従軍慰安婦でヨオクの友人。漢字表記は鳳順。                                                                                           |
| クォン・ドンジン | 学徒動員兵。早稲田大学に留学中徴兵された。漢字表記は權東鎭でカネヤマという日本名を持つ。                                             |
| 勝子（カツコ）   | ハリムの恋人で戦争未亡人。 |
| 山田             | 特別高等係刑事。勝子につきまとい苦しめる。                                                                                           |

## テレビドラマ
1991年、韓国の民放局MBCがキム・ジョンハク演出、ソン・ジナ（송지나）脚本でテレビドラマ化。10月よりMBC水木ミニシリーズ（문화방송 수목 미니시리즈）枠にて放送され、平均視聴率40パーセント強、最大視聴率58.4パーセントのヒット作となった。翌1992年には、第28回百想芸術大賞テレビ番組部門大賞・作品賞・最優秀演技賞（男優・女優）を含む6部門で受賞した。
MBCによってYouTubeで無料公開されている。

### キャスト
- ユン・ヨオク役：チェ・シラ
- チェ・デチ役：チェ・ジェソン
- チャン・ハリム役：パク･サンウォン
- ユン・ホンチョル役：チェ・ブラム
- ポンスン役：オ・ヨンス
- クォン･ドンジン役：チョン･ホグン
- カズコ（ハリムの恋人）役：キム・ヒョンジュ
- 大江役：チャン・ハンソン
- 久保田役：パク・イナン
- チェ・ドゥイル（スズキ）：パク・クニョン
- キム・ギムン：イ・ジョンギル
- ファン・ソンチョル：イム・ヒョンシク
- ミダ：キム・フンギ
- チェ・デウン：ハン・チャドル
- アン･ミョンジ：コ・ヒョンジョン
- イ・ギョンエ：チェ･ヒョンミ
- パク・チャンソク：シム･ヤンホン
- ペク・インス：ナム･ソンフン
- イ・スンマン：イ･チャンファン
- 石井四郎：ミン・ジファン
- 牟田口廉也：キム･ギジュ
- 朝鮮人の丸太（捕虜）：キム･ドゥサム
- キョンニム：キム･ソウォン
- チャン・ギョンニム：キム･ドンヒョン
- ギョンニムの妻：アン・ヘスク
- イ・ミンソプ：キム・インムン
- キム・ドクチェ：クク・チョンファン
- イ・ジュハン：パク･ヨンス
- パク･チュングム：ピョン・ヒボン
- クァク・チュンブ：ホン･ソンミン
- ファン大将：チョン・ウン
- キム老人：キム・ヨンオク
- キム大将：チェ･サンフン
- コ氏：チョン・ジン
- プ氏：ナム・ポドン
- アン・ジェホン：イ･デロ
- チョ・ビョンオク：チェ･ミョンス
- ノ・イリョン：パク・ウン
- キム・インニョル：イ・ヒョジョン
- ムン警察局長：チェ･ビョンハク
- オ･ヒョンサ：パク･ヨンジ
- キム･スンウォン：チョン・ドンファン
- ニシハラ：チョン･ハノン
- オオワク：キム･ホンソク
- ケンジ：イム・デホ
- オハラ：イ・ヒド
- イサキ：ホン･スンチャン
- コガ：ユン･ムンシク
- イ・ソンド：チョン･ソンモ
- カン・ギュン：チョン・ミョンファン
- パク･イルグク：ソン･ギョンチョル
- ソ･ガンチョン：キム･ジュヨン
- スネ：チョン･ミソン
- コ氏夫人：チョン･オクソン
- ヤマダ：イ・ソンウン
- コンノ：メン･サンフン
- ハナコ：イ･ミギョン
- ミニ：クォン・ウナ
- ハナコの父：キム･ギロ
- クォン･ジュング：ナム･ヨンジン
- チェ・ソングン：ファン・ボムシク

## スタッフ
- 企画：チェ･ジョンス
- 原作：キム･ウォンジョン
- 脚本：ソン･ジナ
- 作・編曲：チェ・ギョンシク
- 編集：チョ・イニョン
- 撮影：イム･イラン、ハン・スクトン、ソ・ドゥグォン、チョ・スヒョン
- 撮影補：ヨン・ソクトル、ユ・ジョンス、チェ・アンシク
- 照明：ソン・ムンソプ
- 照明補：キム・グンス、カン・ホイル、イ・ボモ
- 舞台デザイン：ソ・ジョンナム、ソン・チョルチュン、チョン・ジングォン、ユ・ヒョンサン、ペク・ソンフム
- グラフィックデザイン：キム・ヤンベ
- 美術支援：キム・ジョンス、イ・ヨンウ、マ・ボンドゥ
- 装置：クォン・オリョン、パク・オスン、チョン・インス
- 製作指揮：イ・ガンフン
- アシスタントディレクター：イ・チャンスン、イ・グァンフン
- 演出：キム・ジョンハク